# Xaveri Burundi
Xaveri Burundi ist eine römisch-katholische Jugendorganisation in Burundi. Xaveri Burundi ist Teil des African Xaveri Movement und  Mitglied im Katholischen Dachverband Fimcap. Der Verband hat 26.000 Mitglieder.
Xaveri Burundi wurde 1953 von Frère Geolf gegründet.